# Märtyrer von Eperjes

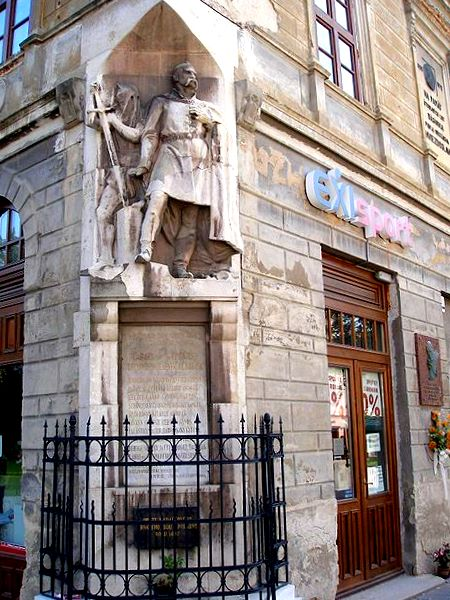
Denkmal an die Märtyrer an der Ecke des evangelischen Kollegiums in Prešov

Die Märtyrer von Eperjes († 5. März bis 12. September 1687 in Eperjes (slowakisch: Prešov) in der heutigen Slowakei, damals als Oberungarn Teil Ungarns) waren eine Gruppe von 24 evangelischen Bürgern der Stadt Eperjes, die im Zuge der Gegenreformation hingerichtet wurden.

## Hintergrund

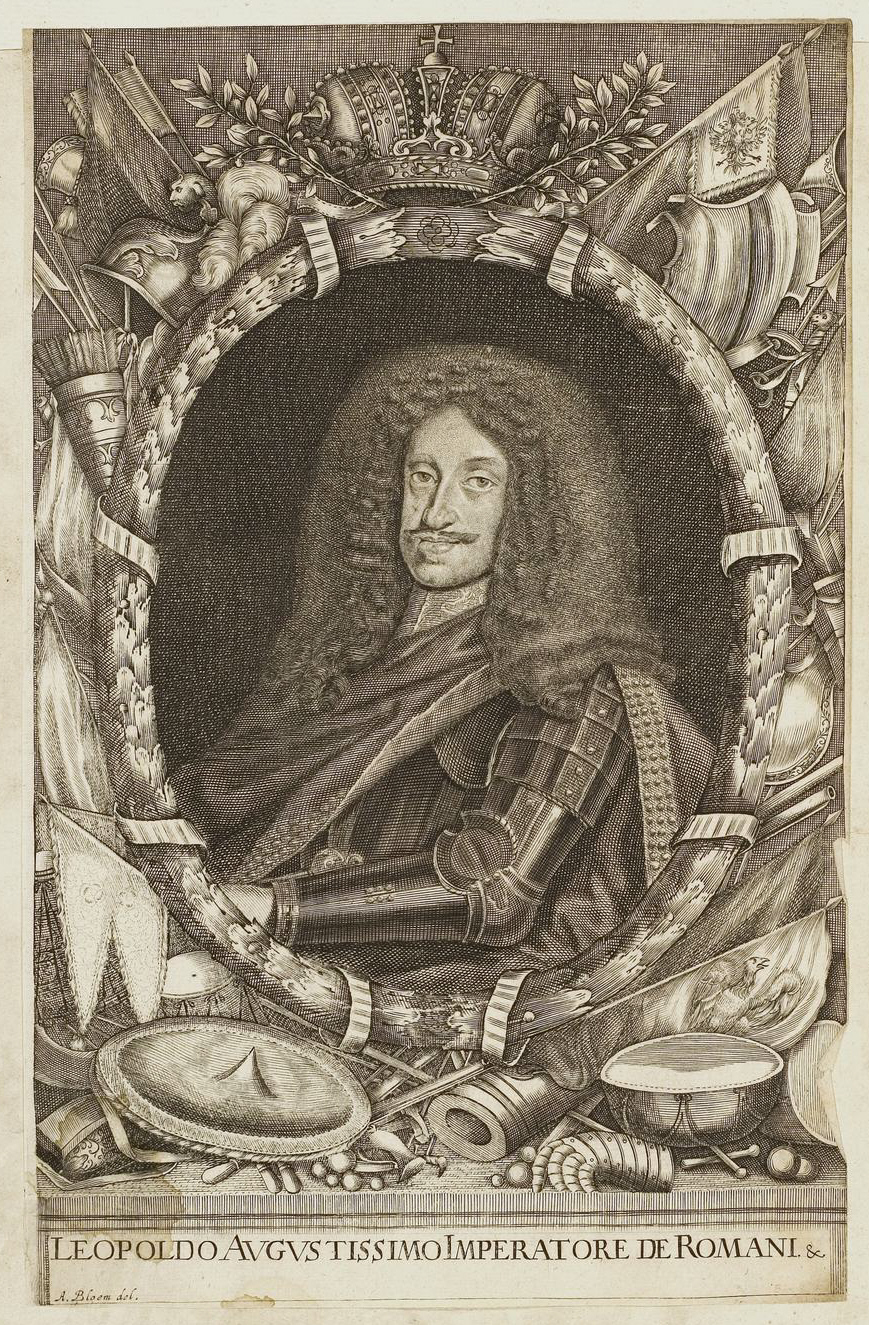
Leopold I., Kaiser des Heiligen Römischen Reiches

1657 begann die Herrschaft Kaiser Leopolds I. Dieser unterstützte in starkem Maße die Gegenreformation. Ferner verfolgte er eine zentralistische Politik, die zur Magnatenverschwörung führte. Zwar wurde diese von römisch-katholischen Adeligen getragen, evangelische Geistliche wurden aber der Mittäterschaft beschuldigt. Dies ermöglichte eine intensive Verfolgung des evangelischen Glaubens.
1672 wurden den evangelischen Christen in der heutigen Slowakei sämtliche Kirchen und Schulen entzogen. In Eperjes betraf dies alle drei evangelischen Kirchen, die 1673 übergeben wurden. Es kam in der ganzen Slowakei zu zahlreichen Hinrichtungen, Ausweisungen und anderen Strafen. Evangelische Andachten waren nur noch in Privathäusern und an geheimen Orten möglich.

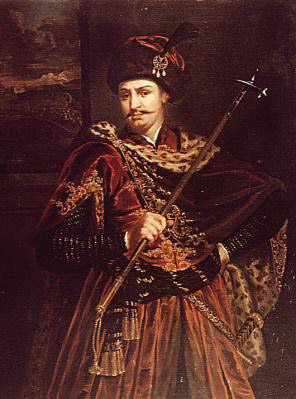
Emmerich Thököly

Diese Ereignisse führten zu einem Aufstand unter Führung des Grafen Emmerich Thököly. Dieser verbündete sich mit den Türken und eroberte mit deren Hilfe das gesamte Staatsgebiet der heutigen Slowakei.
Der Kaiser wurde dadurch zu Zugeständnissen auf dem Ödenburger Landtag von 1681 gezwungen. Dazu gehörte:
- Bestätigung des Wiener Friedens von 1606
- Rückkehr der verbannten evangelischen Pfarrer und Lehrer
- Rückgabe von 50 nicht römisch-katholisch geweihten Kirchen
- Erlaubnis, außerhalb der Stadtmauern evangelische Holzkirchen zu errichten, an zwei Orten pro Komitat und in manchen Freistädten

Diese Beschlüsse führten zu einigen Änderungen für die evangelischen Christen. Die Pfarrer wurden nicht mehr in den Städten von den Magistraten und außerhalb der Städte von den Adeligen eingesetzt; stattdessen wurden selbstverwaltete Gemeinden mit verschiedenen Gremien und Ämtern gegründet, so dass die Pfarrer auf demokratischem Wege von den Gemeinden selbst bestimmt wurden.
1683 siegte das kaiserliche Heer vor Wien über die Türken. Graf Thököly floh in das Osmanische Reich.
1685 eroberte der kaiserliche General Antonio von Caraffa Eperjes.
1686 hatte Caraffa ganz Oberungarn erobert und wurde Kommandant in Eperjes. Kaiser Leopold herrschte wieder uneingeschränkt.

## Eperjeser Blutgericht

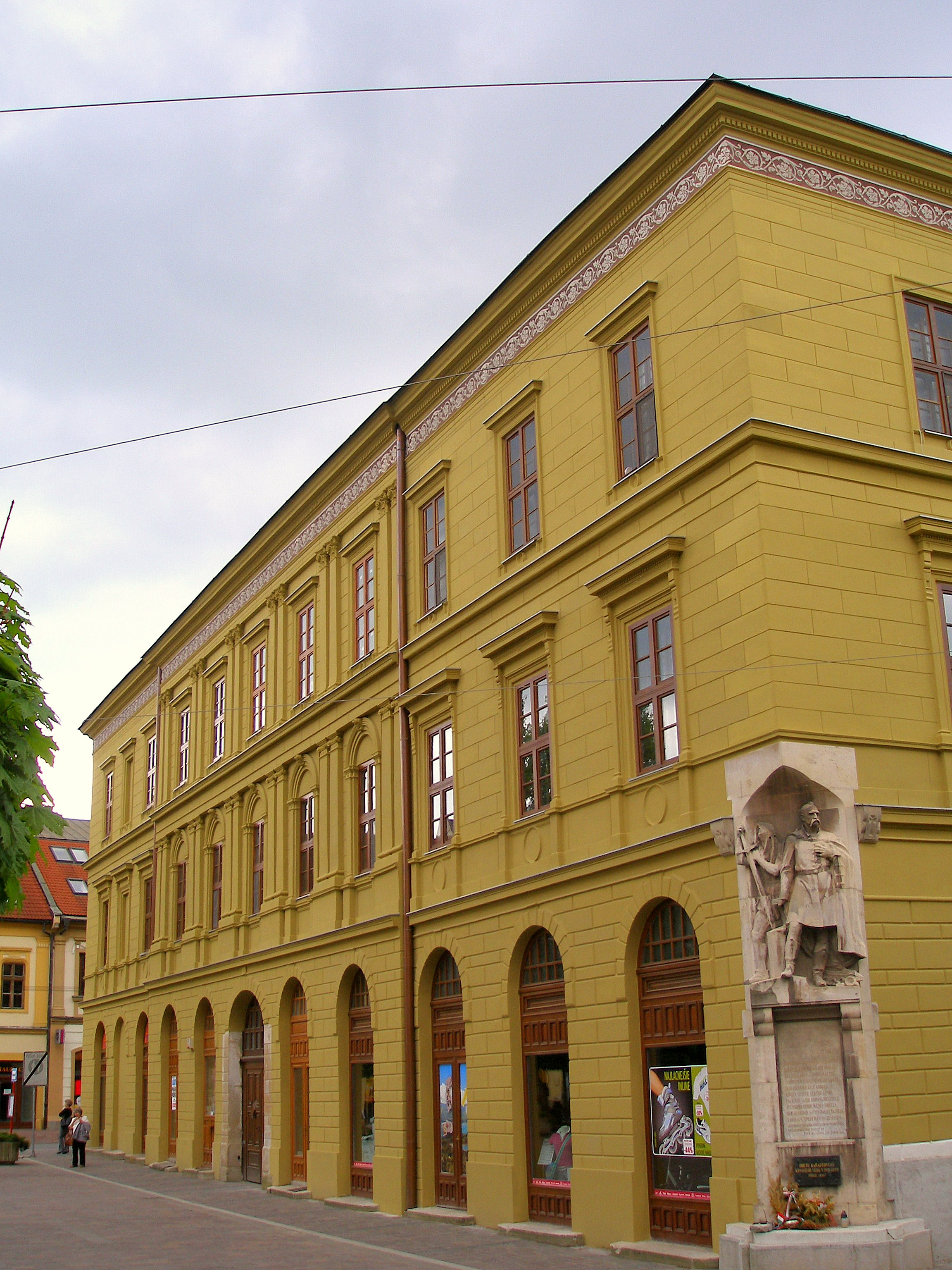
Das evangelische Kollegium in Prešov

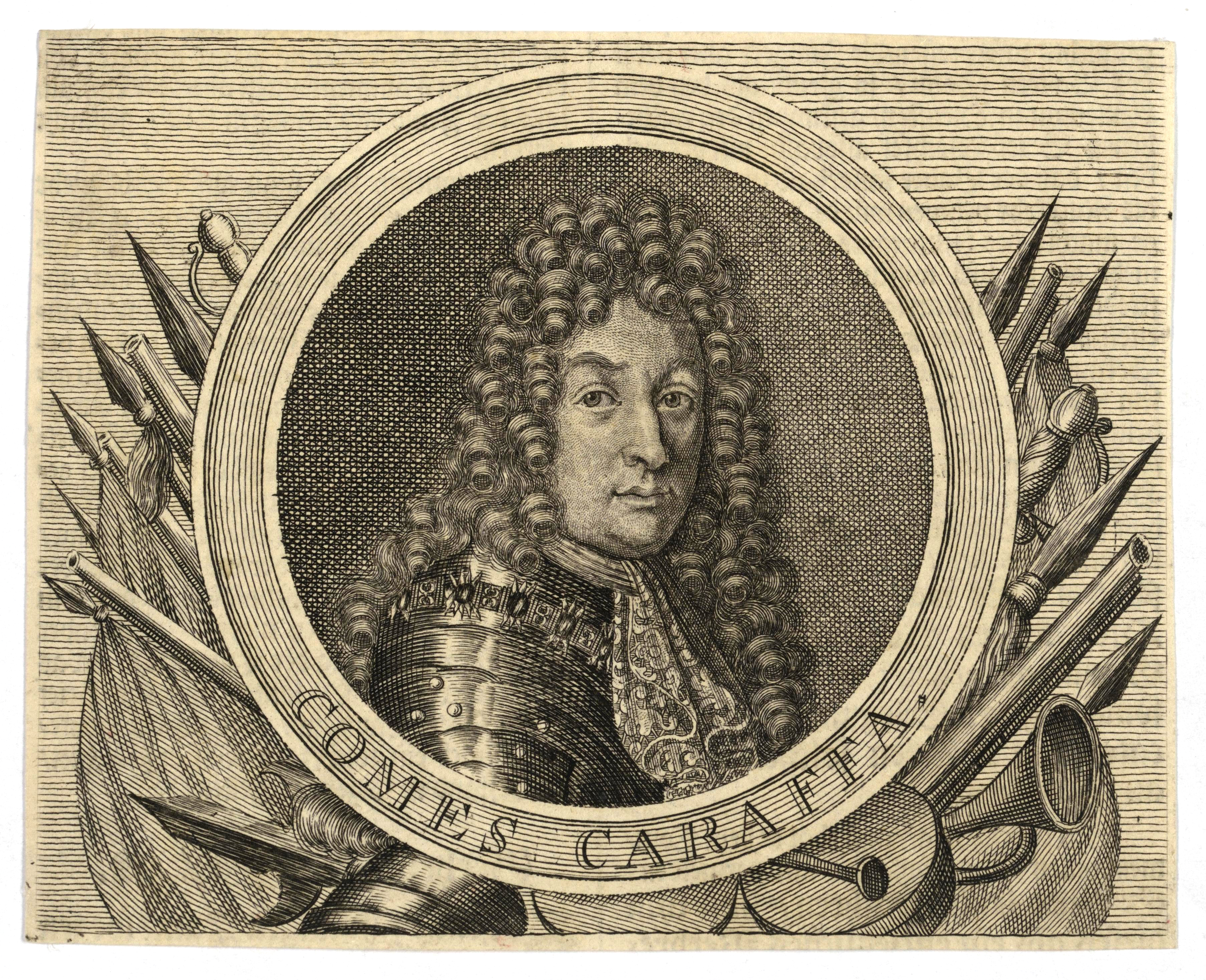
Antonio von Caraffa

1687 bat die evangelische Gemeinde von Eperjes schriftlich in wohlhabenderen Städten um Geld für ihr Gymnasium, da sie aufgrund der Kriegsschäden ihre Lehrer nicht mehr finanzieren konnte. Die Briefe wurden durch Gabriel Pálasdy, einen ehemaligen Rottenführer Thökölys, überbracht. Caraffa beschuldigte die Schreiber der entsprechenden Bittbriefe, das Geld sei für einen geplanten Aufstand bestimmt. Die Prostituierte Elisa von Ujheli, die in Caraffas Diensten stand, um die sexuellen Bedürfnisse seiner Soldaten zu befriedigen, fungierte dabei als Hauptzeugin.
Einige wohlhabende Bürger wurden im Februar verhaftet. Als angeblicher Anführer der Verschwörung wurde Sigismund von Zimmermann am Sonntag, dem 16. Februar 1687 in seinem Haus festgenommen und inhaftiert. Von Zimmermann war einer der reichsten Bürger Ungarns, Adeliger, Senator und Inspektor des evangelischen Kollegiums. Eine Bestechung in Form von 20 Fass Tokajer Ausbruch und 400 Dukaten, die von dem Großwardeiner Bischof Augustinus Benkovics und Franz Klobusiczky an Caraffa überbracht wurden, sorgte dafür, dass einige Adelige aus dem Komitat Semplin, die ebenfalls verhaftet worden waren, wieder freigelassen wurden.
Die verbliebenen Gefangenen wurden ab dem 20. Februar mit Methoden nach dem Vorbild der spanischen Inquisition vor Gericht gestellt und gefoltert. Die Folter geschah durch Aufhängen und Strecken mit angehängten Gewichten, Verrenken sämtlicher Gliedmaßen, Anlegen von Daumenschrauben und Spanischen Stiefeln, Erzeugung von Verbrennungen in den Achselhöhlen mit Hilfe von Wachslichtern, Besprengen mit brennendem Harz und Pech mittels eigens dazu hergestellter Fackeln, sowie Einführen von spitzen, glühenden Nägeln unter die Fußnägel und glühendem Draht in den After und die Harnröhre. Zeugen notierten, dass Caraffa bei den Folterungen anwesend war, sich währenddessen mit Begleiterinnen amüsierte, mit Würfeln spielte und mit einigen Gefolterten, beispielsweise Johann Roth von Kiralyfalva, über ein Lösegeld von 10.000 Gulden verhandelte. Nach der Folter erfolgte das Todesurteil. Bis zum 20. März führte General Wallis den Vorsitz, danach möglicherweise offiziell Martin Görtz, de facto aber General Antonio Caraffa; dem Gericht gehörten vier kaiserliche Soldaten und acht ungarische Adelige und Bürger an. Einer der Richter beschrieb später Caraffas Vorgehensweise: Das Stimmrecht war eingeschränkt, der gesamte Prozess folgte dem Willen Caraffas. Die Abstimmung erfolgte dadurch, dass jeder seine Meinung Caraffa zuflüsterte. Die Stimmen der nicht-ungarischen Mitglieder hatten höheres Gewicht und die Urteilssprüche entsprachen nicht dem Stimmergebnis.
Die Hinrichtungen erfolgten ab dem 5. März, insgesamt starben 24 Personen, verteilt über einige Monate. Dabei wurde folgendermaßen vorgegangen: Zunächst wurde den Verurteilten der rechte Arm abgeschlagen, dann der Kopf. Anschließend wurden die Körper gevierteilt und die Leichenteile an den Stadttoren befestigt. Die Köpfe wurden an Galgen aufgehängt.

## Einzelne Opfer

### Am 5. März
Die ersten Opfer, am 5. März, waren der Ratsherr Sigismund von Zimmermann, Caspar Rauscher, Andreas von Keczer (64 Jahre alt, Mitglied eines alten Adelsgeschlechts, Schwiegervater des Sigismund von Zimmermann) und Franz Baranyay. Andreas von Keczer wurde auf einem Schlitten gebracht. Die Übrigen mussten trotz der vorhergehenden Folter zu Fuß gehen. 
Sigismund von Zimmermann stieg zuerst auf das Schafott, das von Soldaten umstellt war. Darauf warteten der Scharfrichter des Lagers, die Henker von Eperjes und Kaschau, sowie deren Knechte. Von Zimmermann wurde von dem Jesuiten Peritzhof begleitet. Dieser hatte ihn in die römisch-katholische Kirche zurückgeführt, und ihm versprochen, dass er am Leben bleiben werde. Von Zimmermann erinnerte ihn jetzt daran, dass der Zeitpunkt gekommen sei, in der üblichen Weise um Gnade zu bitten. Peritzhof strich von Zimmermann über Kopf und Schultern und sagte: „Empfange gelassen den Todesstreich. Es kann nicht anders sein. Es ist Gnade für dich, aber bei Gott allein.“ Sigismund von Zimmermann wandte sich von dem Jesuiten ab und rief in der üblichen Weise dreimal um Gnade. Der berittene Stabsoffizier gab ihm zur Antwort: „Von Gott - zu hoffen.“ Die Henker ergriffen von Zimmermann, seine rechte Hand wurde auf den Block gestreckt, und der Eperjeser Henker hieb sie ihm mit zwei Schlägen ab. Sigismund von Zimmermann bat erneut um Gnade, als der Scharfrichter von Kaschau ihm den Kopf abhieb. Der Kopf blieb im Bereich der Kehle zunächst noch am Rumpf hängen. Der Scharfrichter des Lagers trennte den Kopf vollständig ab und stieß seinen Kollegen tadelnd vom Gerüst. Antonio Caraffa, seine Frau und einige hohe Offiziere sahen vom Medvetzkyschen Haus aus zu. Von einem anderen Haus aus verfolgte die Familie von Keczer betend, weinend und klagend das Geschehen. 
Johann Reczik, Professor für Geschichte und Dichtkunst am evangelischen Gymnasium und ein Augen- und Ohrenzeuge der Vorgänge, verfasste im Folgejahr 1688 die Handschrift Die Schlachtbank von Eperies. Darin ist auch ein Bekenntnis überliefert, das von Keczer vor seiner Hinrichtung ablegte:
„Ich bekenne mit Seufzen und aufrichtigem Schmerz, dass ich mit viel Sünden befleckt bin. Alle Gebote des heiligsten Wesens habe ich mutwillig übertreten, indem ich mehr dem Fleische, mehr der trügerischen, vergänglichen Eitelkeit als den heilsamen Geboten Gottes Raum gab. Ich bitte dich, gütiger, himmlischer Vater, lass deinen Zorn nicht über mich entbrennen, räche nicht die deinem Namen leichtsinnig durch mich zugefügte Schmach. Sei gegen meine Seele barmherzig, o Vater, siehe nicht auf die Größe meiner Sünden, sondern auf deine dem Sünder offene Barmherzigkeit. Schenke mir einen Platz in den Wohnungen, welche mein Heiland Christus den an ihn Glaubenden bereitet hat. Du wirst, ich hoffe es, mein Bekenntnis erhören, du wirst mich, der ich zu dir komme, nicht von dir ausschließen, und wenn mir wegen meiner vielen Sünden die Hölle gebührt, so schenke mir aus deiner Gnade allein, um meines Jesu Wunden willen, das ewige Leben.“
Danach schwor Andreas von Keczer bei Gott und seinen Engeln, dass er im Sinne der Anklage unschuldig sei. Dann sagte er:
„Ihr, die ihr jetzt mich zum letzten Mal reden hört, ihr werdet an jenem letzten, aber furchtbaren Tage des Gerichtes die Zeugen meiner Unschuld sein.“
Er soll ohne erkennbare Emotion in den Tod gegangen sein, ebenso wie Caspar Rauscher und Franz Baranyay. Es folgte die Arbeit der Nachrichter, die darin bestand, die Körper zu vierteilen und die Teile, darunter die Köpfe und Hände, aufzustecken. Das Blut der Getöteten wurde von Hunden und Schweinen geleckt. Die Körperteile wurden in Richtung von Sebes, Saros, Leutschau und Kaschau auf Pfählen ausgestellt. Deutsche ritten in ihrer Freizeit oft an diese Stellen und verspotteten die Frauen und Kinder der Getöteten, die vor den Pfählen trauerten.

### Am 22. März
Am 22. März folgten Gabriel von Keczer (Sohn des Andreas von Keczer, gerade erst verheiratet), Martin Sárossy von Nagy-Sáros (Schwager des Gabriel von Keczer, gerade erst 25 Jahre alt, war in Verdacht geraten, weil er an seinen in Munkats weilenden Vater einen privaten Brief geschrieben hatte), Samuel Medveczky und die adeligen Ratsherren Georg Fleischhacker (ein wohlhabender Kaufmann, der mehrmals, auch während der Schulzischen Belagerung, Stadtrichter war), Samuel Medvetzky und Georg Schönleben. Bei allen wurde ohne Erfolg energisch versucht, sie zum römisch-katholischen Glauben zu führen. Nach ihrer Enthauptung durften sie bestattet werden. Susanne von Zimmermann hatte damit ihren jungen Ehemann Sigismund von Zimmermann, ihren Vater Andreas von Keczer, ihren Bruder Gabriel von Keczer, ihren Schwager Martin Sarosy und gewaltige finanzielle Mittel verloren, die konfisziert wurden.
Begnadigt wurde Daniel Guth. Er war zur römisch-katholischen Kirche konvertiert und mit Martin Fischer, dem Administrator der Zipser Kammer zu Kaschau, einem Vertrauten Antonio Caraffas, verwandt. Seine Begnadigung erfolgte, obwohl er es von allen Beschuldigten am ehesten verdiente, als Anhänger Thökölys bezeichnet zu werden. Er war blind und litt unter Gicht; die Soldaten hatten ihm im Gefängnis des Öfteren zum Vergnügen am Bart gezogen, seine Nahrung verschmutzt und ihn über Tage hinweg hungern lassen. Ohne den Bekenntniswechsel und das Verwandtschaftsverhältnis wäre Guth wohl ebenfalls gefoltert und hingerichtet worden; so aber erhielt er zusätzlich zur Begnadigung noch ein Ratsmandat.
Insgesamt schien sich das Geschehen am 22. März gegenüber dem 5. März abzumildern. Dies sollte sich aber wieder ändern.

### Nach dem 22. März
Der ehemalige Kaschauer Stadtrichter David Faja von Nagy Rako starb am 16. April an den Folgen der Folter im Gefängnis, die ihm zuvor schon den Verstand geraubt hatte. 
Am 22. April wurden Andrej Székely de Ragy Ida, Jur Kováts, Ján Bertok, Gabriel Pallasthy und Juraj Radvanský getötet. 
Andrej Székely war ursprünglich evangelisch-reformiert, konvertierte aber zum römisch-katholischen Bekenntnis und übergab seine beiden Söhne den Jesuiten. Er wurde aber dennoch enthauptet. Jur Kováts war ein Fleischhacker aus Kaschau; er wurde ohne vorherigen Prozess hingerichtet. Bertok und Pallasthy galten als besonders mutige Hauptleute unter Thököly, so dass ein geringer Verdacht ausreichte, um die jungen Männer hinzurichten. Beide hatten dem Bruder der Kaiserin, dem Prinzen von Pfalz-Neuburg, bei der Eroberung von Ofen das Leben und die Freiheit gerettet. Deshalb hatten sie von diesem Begnadigungsbriefe erhalten, die aber von Antonio Caraffa ignoriert wurden, da er eine persönliche Antipathie gegen beide Männer hatte. Radvanský stammte aus einer alteingesessenen und renommierten Familie. Unter der Folter verlor er den Verstand und starb. Auf beiden Seiten war er gebraten und geröstet worden. Sein Leichnam wurde enthauptet, die rechte Hand wurde abgeschlagen, und der Körper gevierteilt. 
Am 6. Mai tötete sich Hauptmann Simon Feldmeyer aus Küstrin, ein erfahrener Soldat, selbst mit einem Messer. Unter Thököly war er Kommandant in Eperjes gewesen. Als er den Dienst Thökölys verlassen hatte, hatte er sich den kaiserlichen Truppen angeschlossen und bei der Belagerung und Erstürmung von Ofen hervorgetan. Durch den Suizid entging er nun Folter und Hinrichtung. Sein Leichnam wurde am Schweif eines Pferdes geschleift und anschließend gevierteilt.
Am 14. Mai wurden Georg Bezegh von Hajnik aus dem Zohler Komitat, der über viele Jahre hinweg ein Rat Thökölys gewesen und nun mehrmals intensiv gefoltert worden war, und die Ratsherren Friedrich Weber von Tyrling und Daniel Weber enthauptet. Mit ihnen starb ein unbekannter Bauer.
Friedrich Weber war Stadtnotar. Er galt als arbeitsscheu und alkoholsüchtig. Angezeigt hatte ihn Elisa von Ujheli, der er einige Gulden für Wein schuldete. Um an das Geld zu kommen, hatte sie behauptet, sie habe ihm Briefe aus Munkats gebracht. Der Jesuit Peritzhof sicherte ihm Amnestie, Auszeichnungen und eine finanzielle Vergütung zu, falls er zum römisch-katholischen Bekenntnis konvertiere, und den Erhalt eines Briefes aus Munkats bestätige. Indem er darauf einging, schadete er nicht nur sich selbst, sondern auch seinem Bruder Daniel Weber, der Beamter in Szolnok war. Daniel Weber sprach auf dem Richtplatz einen Fluch gegen seinen Bruder aus, und meinte, jenem sei die Hölle, ihm selbst aber das ewige Leben gewiss. Friedrich Webers einzige Belohnung für seine Kooperationsbereitschaft bestand darin, dass er bestattet und nicht gevierteilt wurde; er entging aber weder der Enthauptung, noch der Abtrennung der Hand.
Von Anfang an gab es heftige Proteste gegen Antonio Caraffas Vorgehen. Dies motivierte ihn, Beweise und Geständnisse zu beschaffen. Beweise waren nicht zu erhalten. Geständnisse wurden nur durch das Versprechen der Amnestie und von Belohnungen erreicht. 
Am 12. September wurden Emmerich Fazekas aus Rosenau und ein calvinistischer Geistlicher getötet. Die Enthauptung des Predigers fand nicht mehr am üblichen Ort, sondern auf der kleinen Bastei statt, er wurde aber vom Henker zur Richtstätte herausgebracht und dort begraben. Der Metzgermeister Samuel Lányi aus Kaschau wurde ohne vorangegangene Folter oder Verhör enthauptet.

## Ende des Blutgerichts
Dieses Vorgehen wurde nach zahlreichen Bitten von ungarischer Seite schließlich von Kaiser Leopold beendet. Der Oberbefehl in Oberungarn wurde Caraffa entzogen. Allerdings wurde er nicht zur Verantwortung gezogen. Vielmehr wurde er zum Feldmarschall ernannt.
Die Ereignisse gingen unter den Namen Eperjeser Blutgericht, Eperjeser Schlachtbank, Marcellum Eperiessiense und Laniena Eperiessiensis in die slowakische und ungarische Geschichte ein.

## Marienstatue auf dem Richtplatz

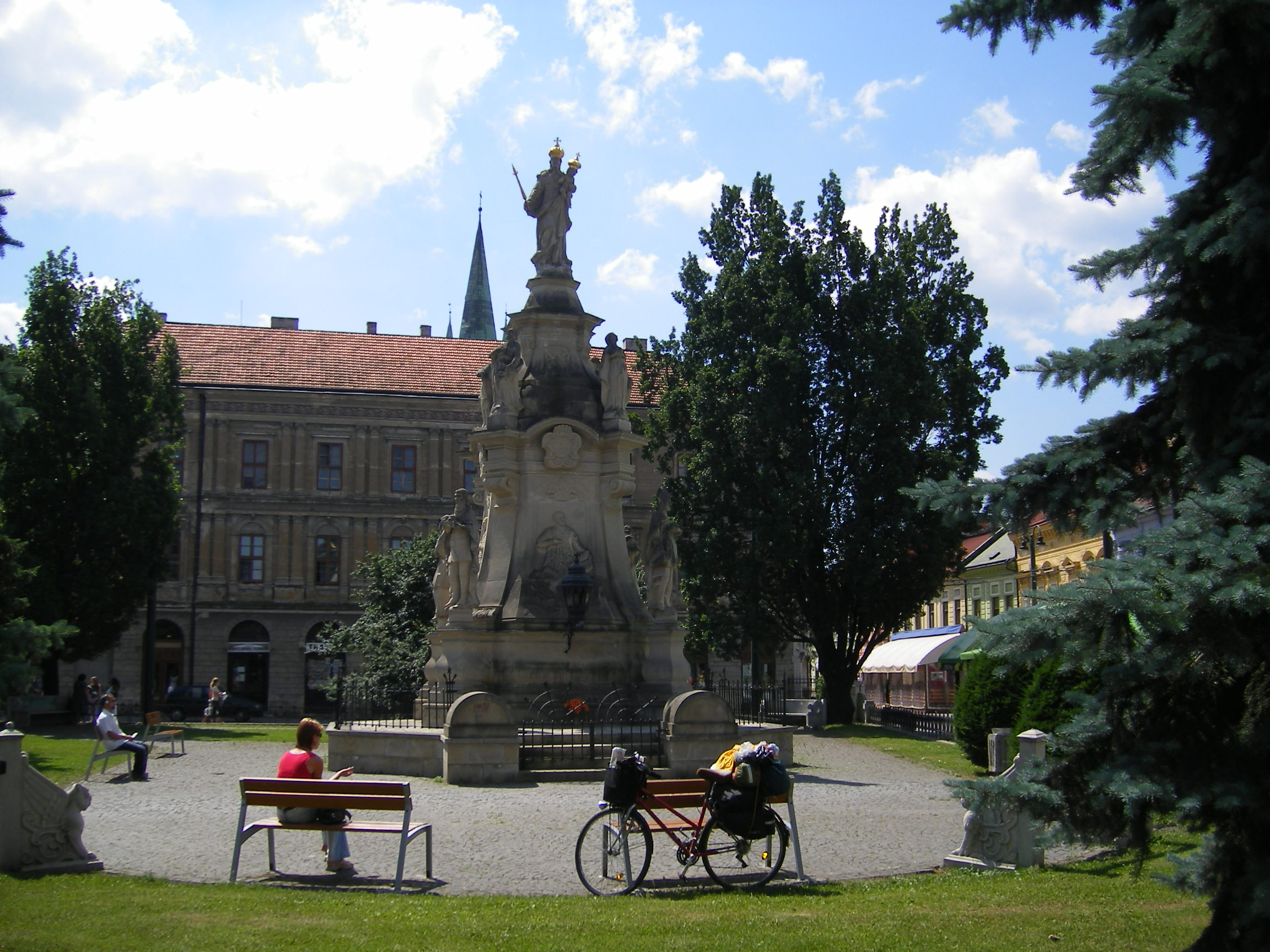
Statuengruppe zu Ehren der Maria (sogenanntes Dreifaltigkeits-Monument) auf der damaligen Richtstätte

Am Ort der Hinrichtungen wurde im Auftrag der Jesuiten im Jahre 1751 von einem unbekannten Künstler eine barocke Sandstein-Skulpturengruppe zu Ehren der Maria Immaculata errichtet, um an die Opfer von Epidemien zu erinnern, welche zum Tod der Mehrheit der Bevölkerung von Prešov geführt hatten. Bisweilen wird vermutet, dieses volkstümlich wohl aufgrund seiner Dreiteiligkeit als Dreifaltigkeits-Monument bezeichnete Denkmal sei an dieser Stelle platziert worden, um zu verhindern, dass der Ort zu einer evangelischen Pilgerstätte werden könnte.
Der Bau wurde vor allem von dem Bürger Ján Rudiger Feigenbuz mit 1200 Golddukaten aus seinem Nachlass sowie von den Gräfinnen Csáky und Petho finanziert. Die Gruppe umfasst die Statuen vierer männlicher Heiliger und wird von einer vergoldeten Madonnenstatue mit Jesuskind, Krone und Szepter dominiert. Von den Originalstatuen waren nur noch die des Nikolaus und des Johannes Nepomuk erhalten, als die stark beschädigte Figurengruppe im Jahre 1967 restauriert wurde. Eine erneute Restauration erfolgte in den Jahren 1995–1997.
Die Skulpturengruppe befindet sich heute in einem kleinen Park.

## Gedenken

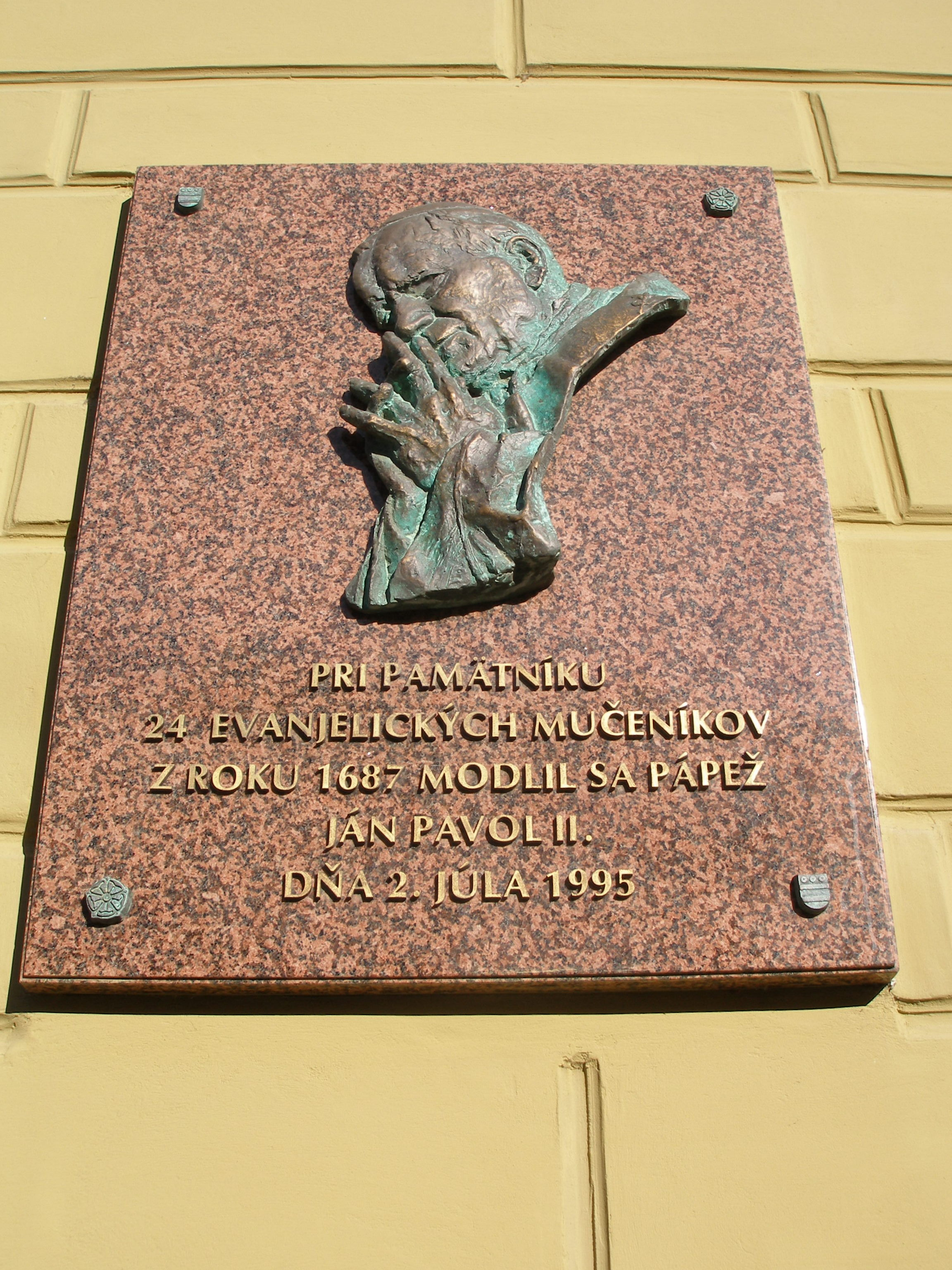
Plakette zur Erinnerung an das Gebet Johannes Pauls II. am Märtyrerdenkmal

Ein Denkmal für die Hingerichteten wurde 1908 an der Ecke des Gebäudes des evangelischen Kollegiums errichtet.
Am 2. Juli 1995 besuchte Papst Johannes Paul II. Prešov und betete gemeinsam mit dem evangelischen Bischof Ján Midriak vor diesem Denkmal. Zur Erinnerung daran wurde eine Plakette mit dem Bild des Papstes und einer Inschrift angebracht, die übersetzt lautet:
„Am Denkmal der 24 evangelischen Märtyrer aus dem Jahre 1687 betete Papst Johannes Paul II. am 2. Juli 1995“
Der Gedenktag der Märtyrer von Eperjes am 5. März ist nicht im offiziellen Evangelischen Namenkalender enthalten.